# Орач
Ора́ч (болг. Орач) — село в Тирговиштській області Болгарії. Входить до складу общини Антоново.

## Населення
За даними перепису населення 2011 року у селі проживали 90 осіб.
Національний склад населення села:
| Національність   | Кількість осіб | Відсоток |
| ---------------- | -------------- | -------- |
| болгари          | 54             | 74,0%    |
| турки            | 12             | 16,4%    |
| цигани           | 7              | 9,6%     |
| інша             | 0              | 0%       |
| не визначились   | 0              | 0%       |
| Всього відповіли | 73             |          |

Розподіл населення за віком у 2011 році:
Динаміка населення: